# موجح (المكلا)

تعديل مصدري - تعديل

موجح هي إحدى قرى عزلة المكلا بمديرية المكلا التابعة لمحافظة حضرموت، بلغ تعداد سكانها 374 نسمة حسب تعداد اليمن لعام 2004.